# Foucault di Rouergue
Fulcoaldo o Fulcoald, Foucaud, Fulguald, Fulqualdus (... – 849 circa) fu conte di Rouergue dall'837 alla sua morte.

## Origine
Molto probabilmente, figlio del conte Giselberto (o Sigeberto) di Rouergue, come risulta da un documento dell'abbazia di Vabres

## Biografia
Di Fulcoaldo si hanno poche notizie, l'unico documento in cui viene citato è il Cartulaires des abbayes d'Aniane et de Gellone, dove nel documento n° XIII, del 21 ottobre 837, l'imperatore, Ludovico il Pio, lo nominò missus dominicus nelle zone di Rouergue e Nîmes (pago Rutenico seu Nemausense), citandolo come conte assieme ad un certo Ragambaldo (Ragambaldo seu Fulcoaldo comite).
Molto probabilmente, in quello stesso 837, Fulcoaldo fu confermato nella contea di Rouergue e, qualche anno dopo, associò il figlio Fredelone, nel governo della contea.
Quando Bernardo di Settimania, rifiutò di sottostare all'ingiunzione del re dei Franchi occidentali, Carlo il Calvo, di riconsegnargli la contea di Tolosa, Fulcoaldo si schierò con Bernardo, contro Carlo, e inviò a Tolosa il figlio, Fredelone, che, dopo l'esecuzione di Bernardo (844), si schierò al fianco di Guglielmo di Settimania, figlio di Bernardo, che aveva ricevuto il titolo di conte di Tolosa, dal re d'Aquitania, Pipino II.
Di Fulcoaldo non si conosce la data esatta della sua morte, che probabilmente avvenne, nell'849, lasciando il titolo al figlio primogenito Fredelone, con cui già divideva il titolo.

## Discendenza
Fulcoaldo aveva sposato Senegonda (come risulta dal documento n° 160 del 3 novembre 862 in cui il conte di Tolosa, Raimondo, fece una donazione per l'anima del padre, Fulcoaldo, la madre, Senegonda ed il fratello, Fredelone), figlia di Alda, sorella di San Guglielmo di Gellone, da cui ebbe due figli:
- Fredelone[4] (815-852), conte di Rouergue e conte di Tolosa
- Raimondo[4] (ca. 820-865), conte di Rouergue e conte di Tolosa.

### Fonti primarie
- (LA)  Cartoulaires des abbayes d'Aniane et de Gellone.
- (LA)  Histoire Générale de Languedoc, tome II.

### Letteratura storiografica
- René Poupardin, "Ludovico il Pio", cap. XVIII, vol. II (L'espansione islamica e la nascita dell'Europa feudale) della Storia del Mondo Medievale, pp. 558–582.
- René Poupardin, I regni carolingi (840-918), in «Storia del mondo medievale», vol. II, 1999, pp. 583–635.